# Tricorynus palliatus
Tricorynus palliatus är en skalbaggsart som först beskrevs av Henry Clinton Fall 1901.  Tricorynus palliatus ingår i släktet Tricorynus och familjen trägnagare. Inga underarter finns listade i Catalogue of Life.